# Stadio de los Inmigrantes
Lo Stadio de los Inmigrantes (in spagnolo Estadio de los Inmigrantes, it. Stadio degli immigrati) è un impianto sportivo di Dock Sud, località posta all'interno del partido di Avellaneda, nel sud-est della Grande Buenos Aires. Ospita le partite casalinghe del Club Sportivo Dock Sud. 
Lo stadio, che venne aperto nel 1917, prende il nome dai numerosi migranti che sbarcarono sulle limitrofe banchine in cerca di un futuro migliore in Argentina.
È in programma la costruzione di una nuova gradinata popolare che consenta di aumentare la capienza fino 7 800 posti.